# Guptaschrift
Het Guptaschrift (ook wel Gupta-Brahmischrift of Laat-Brahmischrift genoemd) werd gebruikt voor het schrijven van het Sanskriet en wordt geassocieerd met het Guptarijk van India, wat een periode was van materiële welvaart en grote religieuze en wetenschappelijke ontwikkelingen. Het Guptaschrift stamt af van Brahmischrift en gaf aanleiding tot het Nāgarī-, Śāradā- en Siddham-schrift. Deze schriften gaven op hun beurt aanleiding tot veel van de belangrijkste schriften van India, waaronder Devanāgarī (het meest gebruikte schrift voor het schrijven van Sanskriet sinds de 19e eeuw), het Gurmukhi voor de Punjabi-taal, het Bengaals schrift en het Tibetaans schrift.

## Oorsprong en classificatie
Het Guptaschrift stamt af van het Brahmischrift dat gebruikt werd tijdens de heerschappij van keizer Asoka en is een cruciale schakel tussen Brahmi en de meeste andere Brahmische schriften, een familie van alfabyllabaries of abugida's. Dit betekent dat hoewel alleen medeklinkerfonemen verschillende symbolen hebben, klinkers worden gemarkeerd door diakritische tekens, waarbij /a/ de impliciete uitspraak is wanneer het diakritische niet aanwezig is. In feite werkt het Guptaschrift op precies dezelfde manier als zijn voorganger en opvolgers, en alleen de vormen van de letters en diakritische tekens zijn anders.
In de 4e eeuw begonnen letters meer cursieve en symmetrische vormen aan te nemen als gevolg van de wens om sneller en esthetischer te schrijven. Dit betekende ook dat het schrift door het gehele rijk verschillender werd, met regionale variaties die grofweg in drie, vier of vijf categorieën zijn ingedeeld; een definitieve classificatie is echter niet duidelijk, want zelfs in een enkele inscriptie kan er variatie zijn in de manier waarop een bepaalde letter is geschreven. In deze zin moet de term Guptaschrift worden opgevat als elke vorm van schrijven die is afgeleid van de Gupta-periode, ook al is er mogelijk een gebrek aan uniformiteit in de schriften.

## Inscripties
De overgebleven inscripties van het Guptaschrift zijn meestal te vinden op ijzeren of stenen pilaren en op gouden munten van de Gupta-dynastie. Een van de belangrijkste was de Prayagraj (Allahabad) Prasasti . Samengesteld door Harishena, de hofdichter en minister van Samudragupta, beschrijft het de regering van Samudragupta, beginnend vanaf zijn toetreding tot de troon als de tweede koning van de Gupta-dynastie en inclusief zijn verovering van andere koningen. Het staat beschreven op de Allahabad-pilaar van Asoka .

## Alfabet
Het Gupta-alfabet bestaat uit 37 letters: 32 medeklinkers met de inherente klinker /a/ en 5 onafhankelijke klinkers. Bovendien worden diakritische tekens aan de medeklinkers gehecht om de klank van de uiteindelijke klinker te veranderen (van de inherente /a/ naar andere klanken zoals i, u, e, o, au ...). Medeklinkers kunnen ook worden gecombineerd tot conjuncte medeklinkers, sa + ya worden bijvoorbeeld verticaal gecombineerd om "sya" te schrijven.

#### Medeklinkers
|             | Plosief  | Plosief  | Plosief  | Plosief  | Plosief     | Plosief     | Plosief     | Plosief     | Nasaal      | Nasaal      | Approximant | Approximant | Fricatief | Fricatief | Fricatief   | Fricatief   |
| ----------- | -------- | -------- | -------- | -------- | ----------- | ----------- | ----------- | ----------- | ----------- | ----------- | ----------- | ----------- | --------- | --------- | ----------- | ----------- |
| Stem →      | Stemloos | Stemloos | Stemloos | Stemloos | Stemhebbend | Stemhebbend | Stemhebbend | Stemhebbend | Stemhebbend | Stemhebbend | Stemhebbend | Stemhebbend | Stemloos  | Stemloos  | Stemhebbend | Stemhebbend |
| Aspiratie → | Nee      | Nee      | Ja       | Ja       | Nee         | Nee         | Ja          | Ja          | Nee         | Nee         | Nee         | Nee         | Ja        | Ja        | Ja          | Ja          |
| Velaar      |          | ka /k/   |          | kha /kʰ/ |             | ga /g/      |             | gha /ɡʱ/    |             | ṅa /ŋ/      |             |             |           |           |             | ha /ɦ/      |
| Palataal    |          | ca /c/   |          | cha /cʰ/ |             | ja /ɟ/      |             | jha /ɟʱ/    |             | ña /ɲ/      |             | ya /j/      |           | śa /ɕ/    |             |             |
| Retroflex   |          | ṭa /ʈ/   |          | ṭha /ʈʰ/ |             | ḍa /ɖ/      |             | ḍha /ɖʱ/    |             | ṇa /ɳ/      |             | ra /r/      |           | ṣa /ʂ/    |             |             |
| Dentaal     |          | ta /t̪/   |          | tha /t̪ʰ/ |             | da /d̪/      |             | dha /d̪ʱ/    |             | na /n/      |             | la /l/      |           | sa /s/    |             |             |
| Labiaal     |          | pa /p/   |          | pha /pʰ/ |             | ba /b/      |             | bha /bʱ/    |             | ma /m/      |             | va /w, ʋ/   |           |           |             |             |

#### In Unicode
De Unicode-standaard beschouwt het Guptaschrift als een stilistische variatie op Brahmi, en daarom worden Guptateksten gecodeerd met Brahmi Unicode-tekens.

## Galerij

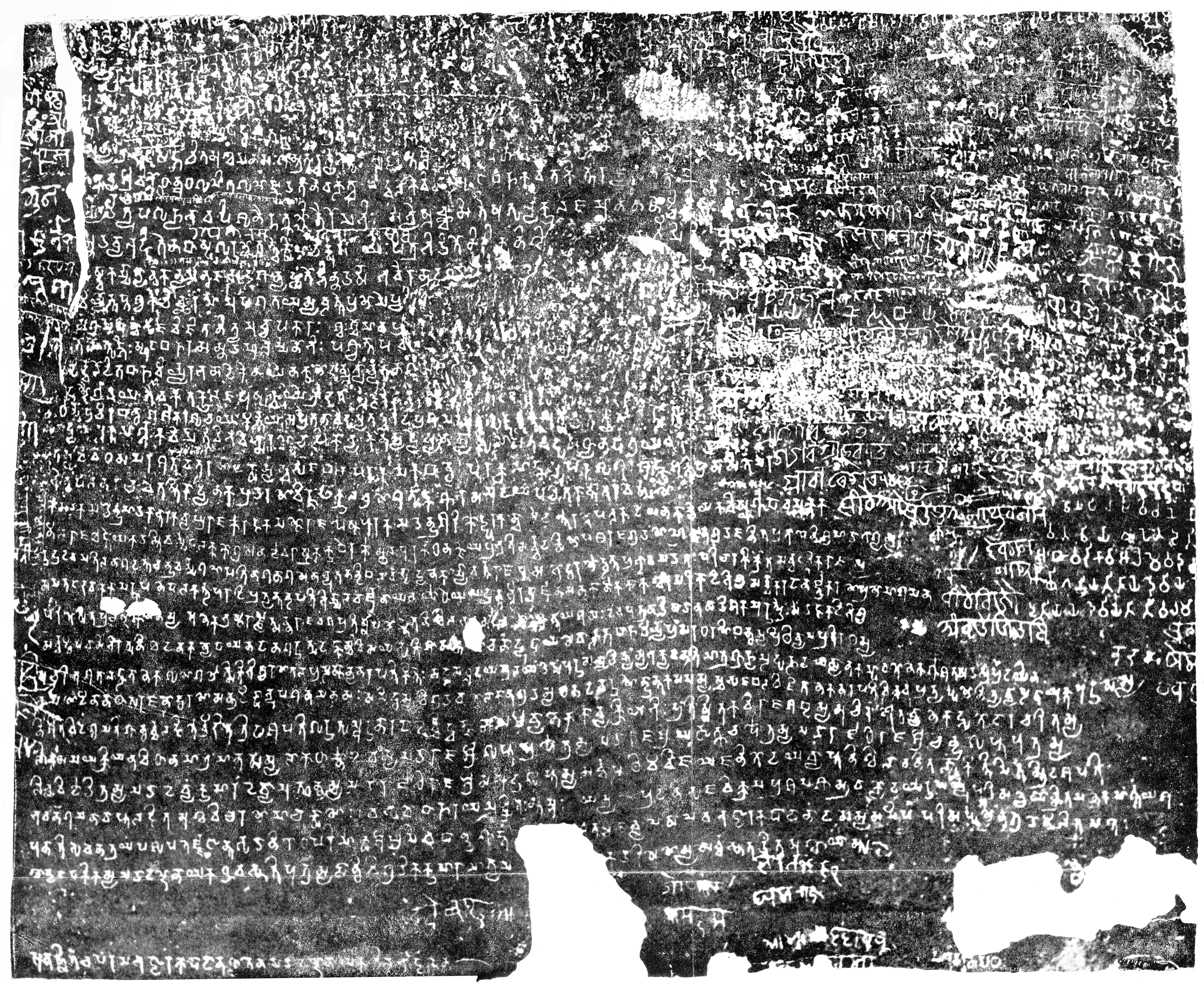
De Allahabad-pilaarinscriptie van Samudragupta, met zijn gestandaardiseerde Gupta-karakters
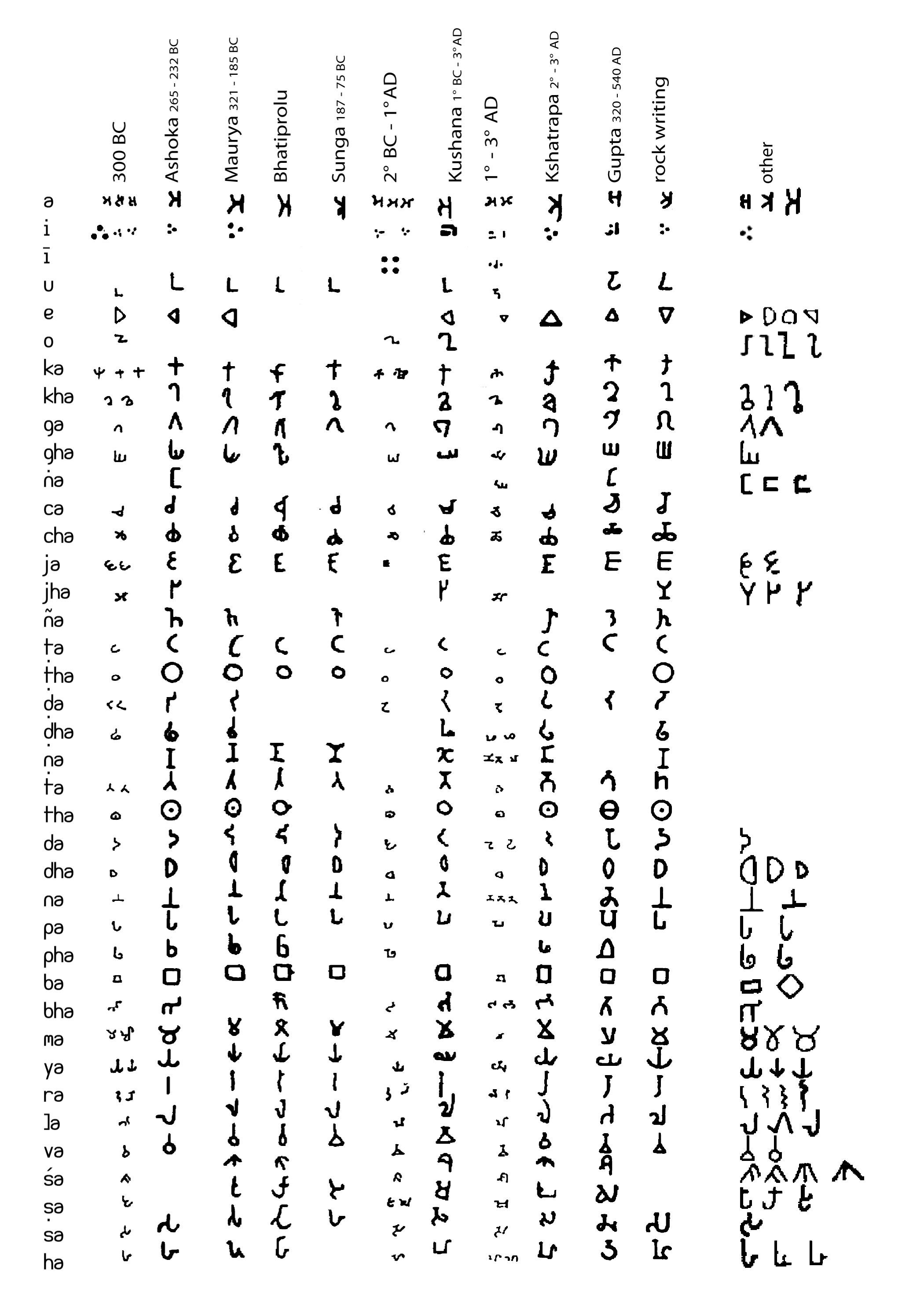
Brahmi en haar afstammelingen
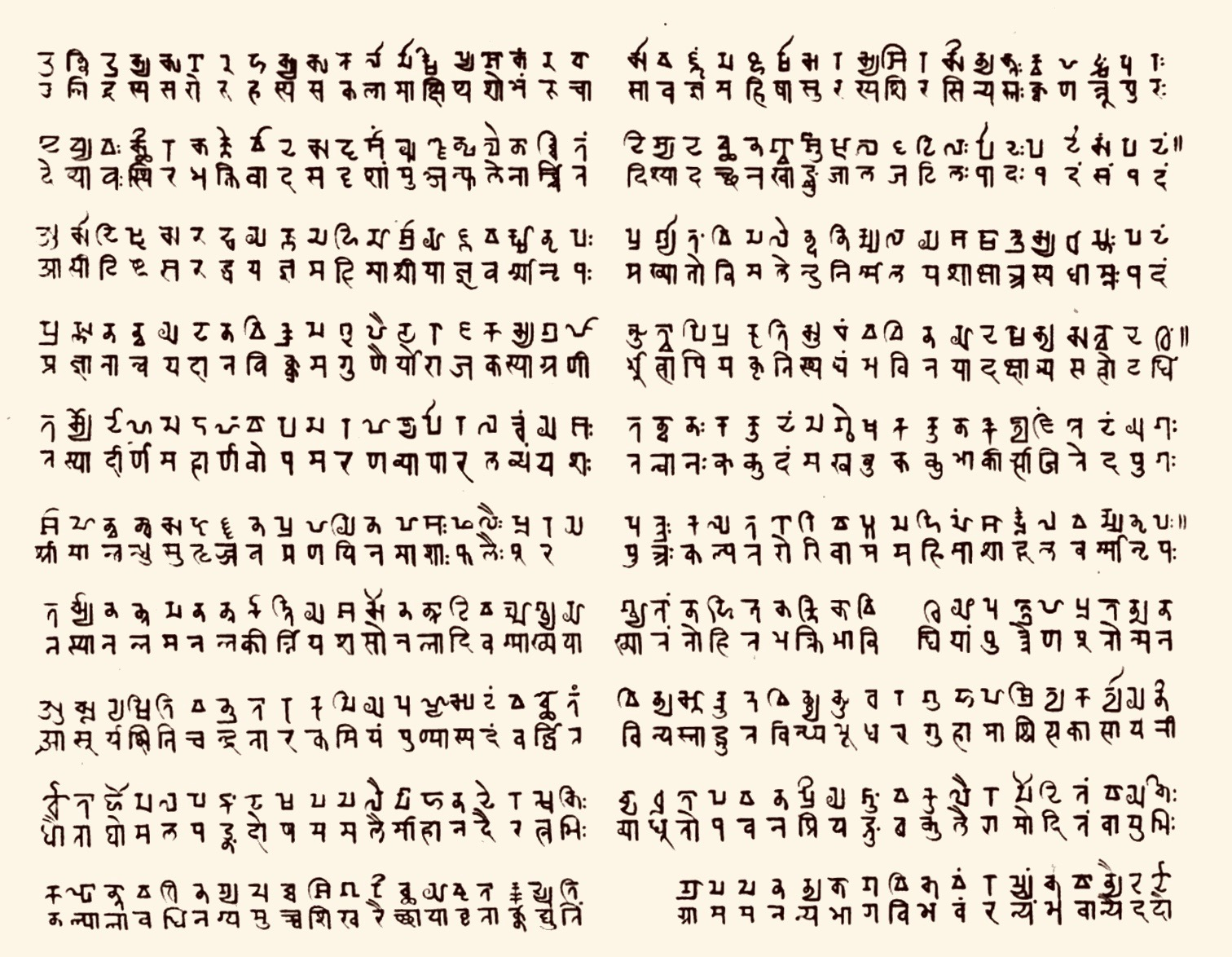
Het 5e of 6e-eeuwse Guptaschrift in de Gopika-grot-inscriptie, geschreven in het Sanskriet over godin Durga
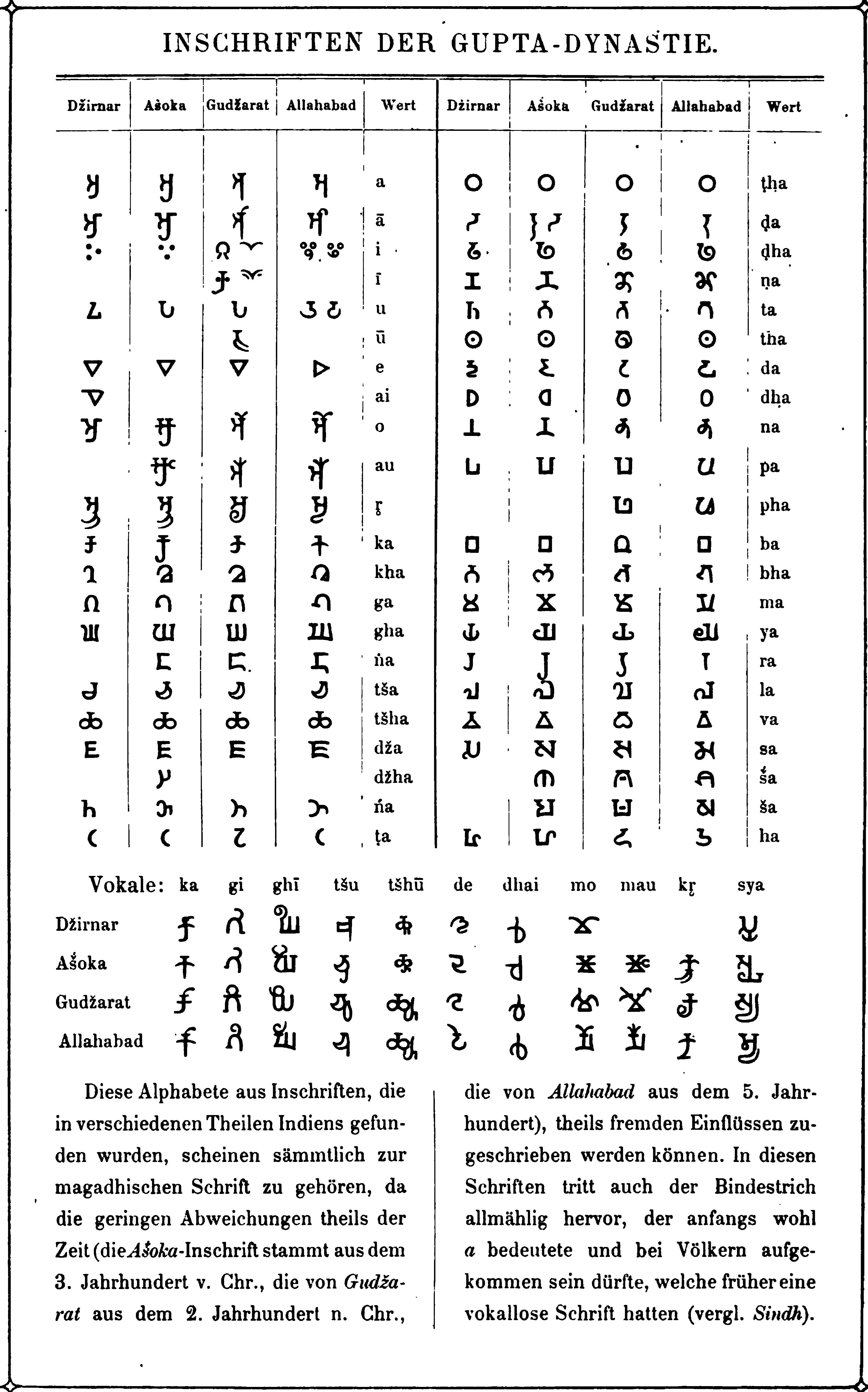
Guptascript ontcijfertabel
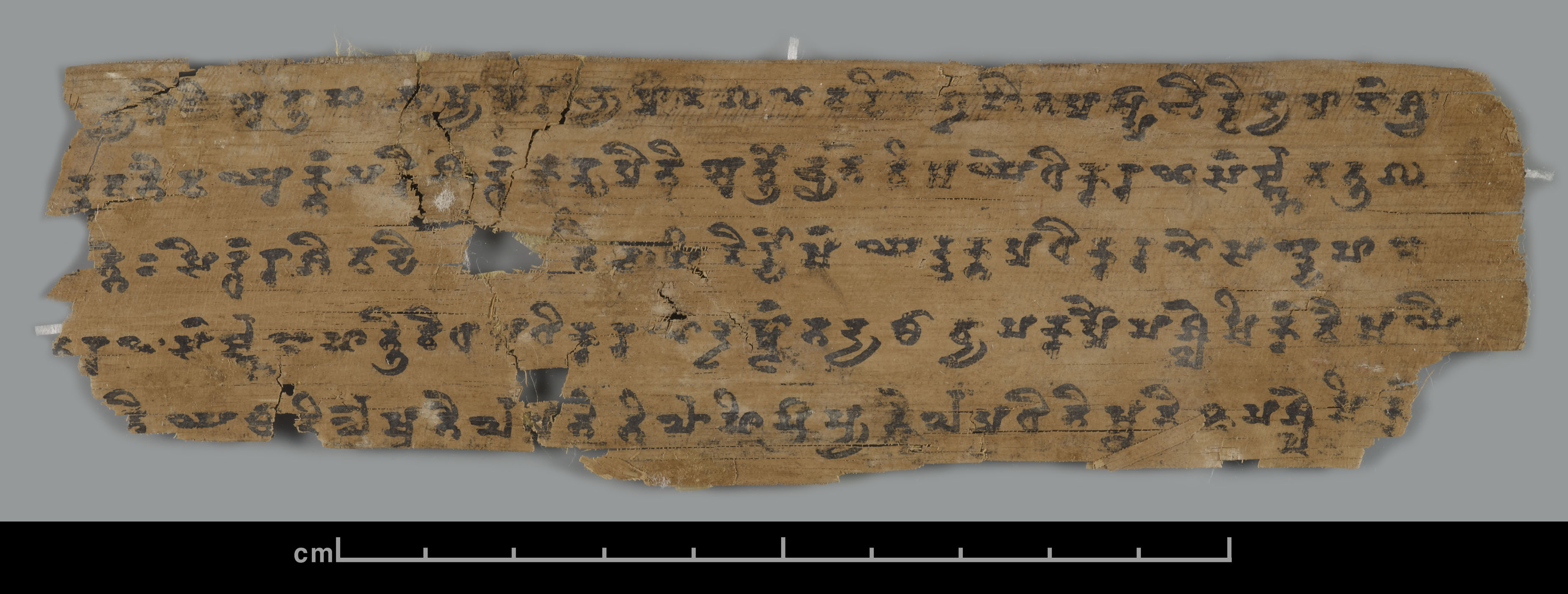
Een Sanskriet palmbladmanuscript in het vroege Gupta Brahmi-schrift, ontdekt in Miran, Noordwest-China
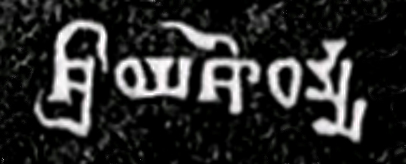
De naam  Śrī Yaśodharmma (Heer Yashodharman) in Guptaschrift in regel 4 van de Mandsaur-steeninscriptie van Yashodharman-Vishnuvardhana